# Хьюв-фьорд

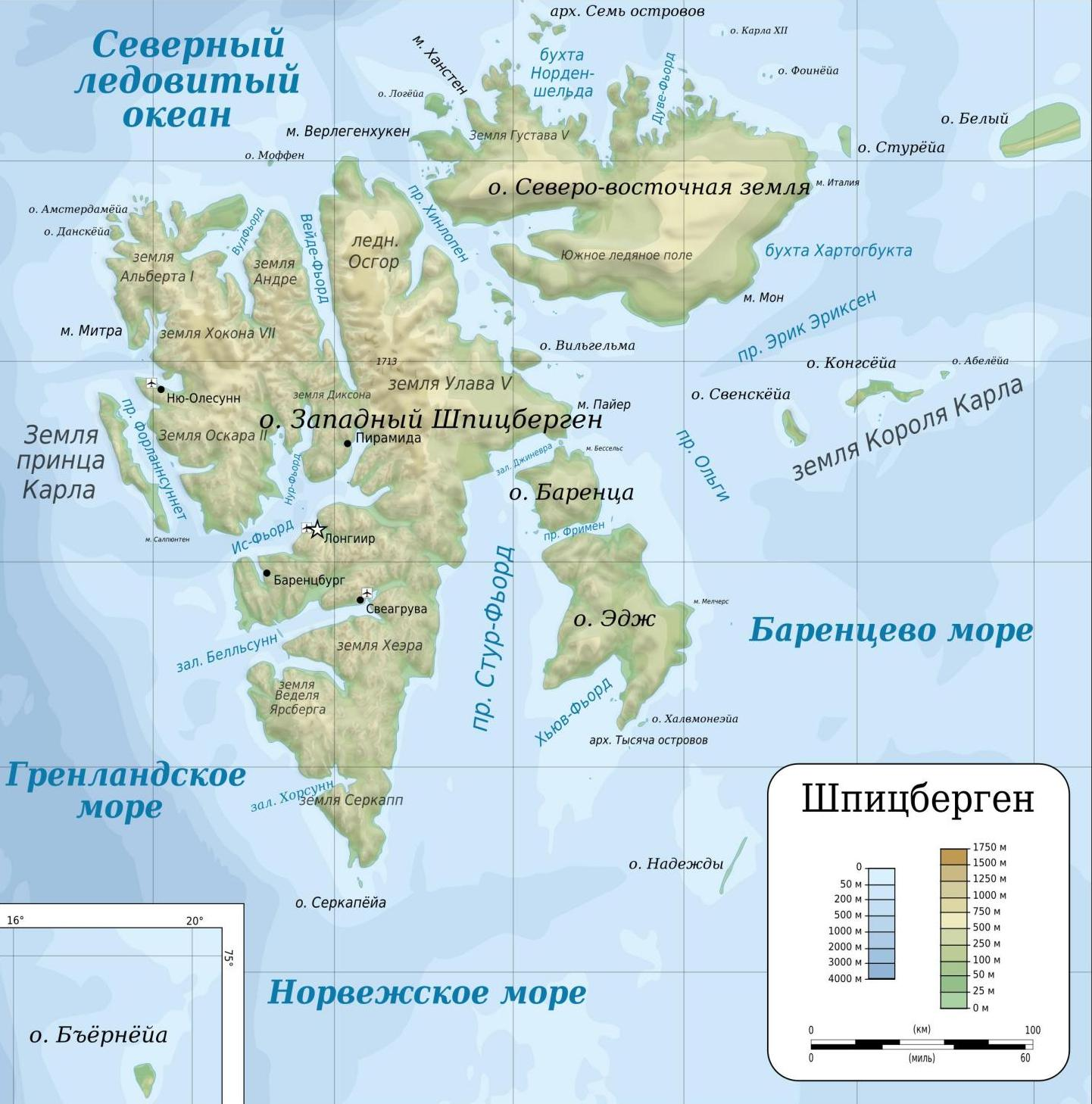

Хьюв-фьорд (норв. Tjuvfjorden) — фьорд, разделяющий южное побережье острова Эдж на 2 мыса — Кфалпинтен и Негерпинтен.
Длина фьорда составляет 45 км, ширина — 30 км. Первоначально фьорд носил название Deicrowe’s Sound, которое было дано в 1616 году в честь Бенджамина Декроу, одной из ведущих фигур Московской Компании (с 1610 года). Это название отображалось на картах в 1625 и 1820 годах.